# 残像 (映画)
『残像』（ざんぞう、Powidoki）は、アンジェイ・ワイダ監督による2016年のポーランドのドラマ映画である。社会主義政権下のポーランドを舞台に、芸術の政治利用を進める時の政権によって葬り去られた実在の前衛画家ヴワディスワフ・ストゥシェミンスキに焦点を当て、芸術家の矜持を貫き、表現の自由のために戦い続けた不屈の信念を描き出す。第41回トロント国際映画祭のマスターズ部門で上映された。第89回アカデミー賞の外国語映画賞にはポーランド代表作として出品されたが、ノミネートには至らなかった。ワイダは2016年10月に亡くなったため、この映画が遺作となった。

## ストーリー
1948年のポーランド。前衛画家であり美術教育者でもあるストゥシェミンスキは、戦争で左手と右足を失い杖をついているが、画家として情熱的に創作に打ち込み、教育者としても学生からの信頼を得ている。ところが第2次大戦後はソ連の支配が強まり、社会主義リアリズムしか認めない党の考えに対し、ストゥシェミンスキは表現の自由を主張し断固抗議した。そんな党と諍いを起こす彼に大学は手を焼き、彼を排除する動きが出てくる。
ストゥシェミンスキには、別れた妻との間に寮生活をする中学生の娘ニカがいて、彼女は病気入院中の母と、一人暮らしの父を気遣っている。
やがて大学を追放されたストゥシェミンスキは家での創作に専念するが、彼を慕う学生たちが家を訪れ、中でも女子学生のハンナはひと際目を輝かせ、彼に尊敬と好意を寄せている。
そんな折、彼の元妻であるニカの母が亡くなり、ニカは彼の元で生活を始める。その後も党の圧力は強まる一方で美術家協会から除名され、家に籠もり絵を描き続ける彼の元にハンナは頻繁に通って身の回りを手伝うようになる。そんなハンナの存在を快く思わないニカは寮生活に戻った。
何とか仕事を得たいストゥシェミンスキは、店舗内装の仕事を引き受けるがその仕事も解雇され、絵の具はおろか食料も買えなくなってしまう。
ある日、彼の学術書の出版を準備していたハンナが、反政府の冊子を作成していたという理由で逮捕され、政府に呼び出された彼は、ハンナの釈放と職の斡旋を条件に党の側につくよう説得されるが、返事を保留して立ち去る。その帰り道、彼は街中で倒れて病院に運ばれ、進行性結核と告げられる。
その後も医師の制止を振り切って家に戻り、マネキンが並ぶショーウインドウの中で仕事中に倒れ、運ばれた病院で亡くなった。

## キャスト
- ヴワディスワフ・ストゥシェミンスキ（ポーランド語版）: ボグスワフ・リンダ（ポーランド語版）
- ニカ・ストゥシェミンスカ（ポーランド語版）: ブロニスワヴァ・ザマホフスカ
- ハンナ: ゾフィア・ヴィフワチュ（ポーランド語版）
- ユリアン・プシボシ（ポーランド語版）: クシシュトフ・ピチェンスキ（ポーランド語版） - 詩人。
- ヴウォジミェシュ・ソコルスキ（ポーランド語版）: シモン・ボブロフスキ（ポーランド語版）
- カタジナ・コブロ（ポーランド語版）: アレクサンドラ・ユスタ